# Dioctria scopini
Dioctria scopini là một loài ruồi trong họ Asilidae. Dioctria scopini được Lehr miêu tả năm 1965. Loài này phân bố ở vùng Cổ Bắc giới.